# Chiloscyphus dissitifolius
Chiloscyphus dissitifolius är en bladmossart som först beskrevs av Herzog et Grolle, och fick sitt nu gällande namn av Hentschel et Heinrichs. Chiloscyphus dissitifolius ingår i släktet blekmossor, och familjen Lophocoleaceae. Inga underarter finns listade i Catalogue of Life.